# Laktitol
Laktitol je disacharidový cukerný alkohol odvozený od laktózy. Používá se jako sladidlo nahrazující sacharózu, oproti které má jen 30–40 % sladkosti; také má využití jako laxativum.

## Výroba
Laktitol se vyrábí hydrogenací laktózy za katalýzy Raneyovým niklem. Lze jej získat v bezvodé podobě, či jako monohydrát nebo dihydrát.

## Použití
Laktitol se používá jako sladidlo v nízkoenergetických a nízkotučných potravinách. Díky své stálosti nachází oblibu při pečení. Přidává se do cukrovinek, čokolád, a zmrzlin.
Laktitol má též prebiotické účinky. Vzhledem k omezené absorpci činí jeho energetická hodnota pouze 2–2,5 kilokalorií (8,4–10,5 kilojoulů) na gram, tedy asi 60 % hodnoty obvyklé u sacharidů (4 kcal, 17 kJ) na gram.

### V lékařství
Laktitol má využití jako přídavná látka v některých lécích.
Laktitol předchází zácpě.

## Bezpečnost
Podobně jako jiné cukerné alkoholy vyvolává laktitol u některých příjemců křeče a průjem, což je způsobeno tím, že se v horní části lidské trávicí soustavy nevyskytuje potřebná beta-galaktosidáza a většina přijatého laktitolu se dostane do tlustého střeva, kde jej zpracovává střevní mikroflóra a produkty mohou prostřednictvím osmózy do střeva vtahovat vodu.